# Antonio Garisa Colás
Antonio Garisa Colás (Saragossa, 13 de juny de 1916-Madrid, 8 d'agost de 1989) va ser un actor espanyol.

## Biografia
Antonio Garisa Colás va néixer en el barri de Tenerías de Saragossa. El seu pare era ferroviari. Després de finalitzar els seus estudis de batxillerat en els Escolapis de Saragossa, estudia Declamació i Música en el Conservatori de la seva ciutat natal, mentre que comença a actuar en teatre aficionat.
Debuta professionalment amb Alfonso Muñoz i Ricardo Calvo a Mariquilla Terremoto (1934). Al final de la Guerra Civil espanyola, amb l'obra La tela, de Pedro Muñoz Seca, i s'incorpora successivament en les companyies de Ricardo Espinosa Osete, Casimiro Ortas, Paco Martínez Soria, José Isbert, Amparo Martí i Francisco Pierrá.
D'una demostrada eficàcia en el registre còmic, aconsegueix èxits sobre les taules teatrals com Nidos sin pájaros, Las entretenidas, Este cura, El violinista en el tejado, Cuidado con el de los cuernos, ¡Chao, don Antonio Barracano!, No le busques tres piernas al alcalde, La corbata, La oficina, Los habitantes de la casa deshabitada, La señorita de Trevélez, Los ladrones somos gente honrada, Los cuernos de don Friolera o Los caciques. Durant anys es va dedicar igualment al gènere de la revista.
En cinema debuta el 1951 amb Esa pareja feliz, de Juan Antonio Bardem i Luis García Berlanga. A partir de ese momento mantiene una presencia constante en la gran pantalla y participa en títulos de enorme éxito de público, como El tigre de Chamberí (1957), La venganza de Don Mendo (1961), Historias de la televisión (1965), Buenos días, condesita (1966), Operación San Antonio (1968), Vamos por la parejita (1969), El hombre que se quiso matar (1970), ...Y al tercer año, resucitó (1980) o Las autonosuyas (1983).
Es va prodigar també en televisió i va protagonitzar les sèries 30 grados a la sombra (1964), al costat de Milagros Leal; Tú, tranquilo (1965), El último café (1970-1971) i Si yo fuera rico (1973-1974), amb guions d'Alfonso Paso.
Va estar casat amb l'actriu de la revista musical, María Luisa Amado amb la qual va tenir una filla, María José Garisa Estimat. Al setembre de 2019 va sortir una biografia de Garisa autoritzada per la seva filla i escrita pel periodista Carlos Arévalo amb pròleg de Santiago Segura. Sota el títol d' Antonio Garisa, un cómico incansable de CVC Ediciones i amb la col·laboració de la Fundació AISGE.

## Filmografia
- En penumbra (1987)
- Las alegres chicas de Colsada (1984)
- Las autonosuyas (1983)
- J.R. contraataca (1983)
- Los pajaritos (1983)
- De camisa vieja a chaqueta nueva (1982)
- Le llamaban J.R. (1982)
- ¡Que vienen los socialistas! (1982)
- Cristóbal Colón, de oficio... descubridor (1982)
- La vendedora de ropa interior (1982)
- Los embarazados (1982)
- ¿Dónde estará mi niño? (1981)
- Hijos de papá (1981)
- ...Y al tercer año, resucitó (1980)
- El consenso (1980)
- ¿Pero no vas a cambiar nunca, Margarita? (1978)
- Estimado Sr Juez... (1978)
- Préstamela esta noche (1978)
- La mujer es un buen negocio (1977)
- Señoritas de uniforme (1976)
- El secreto inconfesable de un chico bien (1976)
- Canciones de nuestra vida (1975)
- El mejor regalo (1975)
- Eva, ¿Que hace ese hombre en tu cama? (1975)
- Cuando los niños vienen de Marsella (1974)
- El padrino y sus ahijadas (1974)
- Casa Flora (1973)
- Me debes un muerto (1971)
- Los extremeños se tocan (1970)
- El hombre que se quiso matar (1970)
- Vamos por la parejita (1969)
- Las leandras (1969)
- Turistas y bribones (1969)
- El marino de los puños de oro (1968)
- Verde doncella (1968)
- Este cura (1968)
- Buenos días, condesita (1967)
- Fray Torero (1966)
- El arte de casarse (1966)
- Las viudas (1966)
- La cesta (1965)
- 30 winchester para el diablo (1965)
- Historias de la televisión (1965)
- El pecador y la bruja (1964)
- Cuatro bodas y pico (1963)
- La batalla del domingo (1963)
- Esa pícara pelirroja (1963)
- Dulcinea (1963)
- Los derechos de la mujer (1963)
- Torrejón City (1962)
- Una isla con tomate (1962)
- La reina del Chantecler (1962)
- El grano de mostaza (1962)
- La venganza de Don Mendo (1962)
- Vampiresas 1930 (1962)
- Armas contra la ley (1961)
- Canción de cuna (1961)
- La bella Mimí (1961)
- El indulto (1961)
- Las estrellas (1961)
- La reina del Tabarín (1960)
- Crimen para recién casados (1960)
- El secreto de papá (1959)
- El gafe (1959)
- Azafatas con permiso (1959)
- Secretaria para todo (1958)
- El Tigre de Chamberí (1958)
- La cenicienta y Ernesto (1957)
- Los ladrones somos gente honrada (1956)
- Un día perdido (1955)
- El diablo toca la flauta (1953)
- Esa pareja feliz (1953)

## Televisió
- Primera función
  - El landó de seis caballos (15 de març de 1989)
- Gatos en el tejado
  - Palos y astillas (14 d'octubre de 1988)
- Estudio 1 (1966-1983)
- Teatro breve
  - La nicotina (9 de maig de 1980)
- Que usted lo mate bien
  - Anuncio por palabras (13 de març de 1979)
- Mala racha (1977)
- Cuentos y leyendas
  - Un hombre honrado (28 de febrer de 1975)
- Si yo fuera rico (1973-1974)
- 360 grados en torno a Carmen Sevilla (1972)
- El último café (1970-1971)
- Tú, tranquilo (1965)
- 30 grados a la sombra (1964)
- Escuela de maridos
  - Lógica femenina (2 de maig de 1964)
  - Vengan ustedes a casa (18 d'abril de 1964)